# Parque Municipal Casupo
El Parque Municipal Cerro Casupo es un parque ubicado en la Parroquia Urbana San José al noroeste en la ciudad de Valencia, Estado Carabobo en Venezuela. Fue declarado Parque Municipal el 20 de septiembre de 1998, por la Alcaldía del Municipio Valencia, publicada en Gaceta Municipal el decreto N° 47/98.
El Parque Municipal comprende de una cordillera con múltiples colinas de las cuales el público general visita la denominada "Cerro Casupo" por ser la más accesible y con vista panorámica tanto hacia el Municipio Valencia como Naguagua. Adema de la colina denominada "Cerro Casupo" existen otras como Cerro Colorado, La Paz y Marin (esta última en auge por ser de fácil acceso a los usuarios) de las cuales para el público general son desconocidas pero para los expedicionistas suelen ser recorridos idóneos por el contacto más íntimo con la naturaleza y por la longitud de los trayectos que suelen superar los 50 minutos.
El Cerro Casupo en concreto comprende la colina que se encuentra al final de la calle 4 avenidas en el extremo norte, se caracteriza por brindar un recorrido moderado pero no largo y tampoco fatigante que acorde al rendimiento del usuario puede demorar entre 20-35 minutos en subir hasta la cima. El trayecto principal está conformado por un corto camino de tierra, unas escalera de piedras y posterior al refugio conocido como "La Casita del Medio" comienza el camino más arduo donde la tierra comienza a ser sustituida por la roca que conforma la montaña. En la cima antiguamente había un refugio para los usuarios (conocido como la última casita) pero posterior a una tormenta a mediados del 2018 este quedó destruido producto de una fuerte ráfaga de viento, de este refugio solo queda un banco de madera.
Además del camino principal existen 2 accesos directos a la colina Cerro Casupo, uno través del río denominado "Rio 1" y el otro mediante "El Camino La Viña". Ambos trayectos son recomendables por poseer bellezas naturales propias.
En materia de Ecosistema, El Parque Municipal posee 2 ríos principales, varios micro bosques tropicales en los alrededores de los ríos o en zonas húmedas, un bosque artificial de árboles de merey y una variedad de árboles que en su mayoría no son típicos del lugar y fueron sembrados probablemente entre el año 2000-2008 durante la administración del Alcalde Paco Cabrera en colaboración con la empresa privada (Ferretería Epa) que promovieron arduos operativos donde los usuarios sembrasen árboles en el Parque Municipal con el fin de frenar la erosión de las montañas, brindar frutas a los animales y evitar los constante incendios que azotaban el Parque Municipal.
Cabe destacar que los operativos de siembran cambiaron radicalmente el aspecto del Parque Municipal que en el pasado se caracterizaba por tener pocos árboles en las colinas y de las cuales estaban cubiertas por pastizales. Tal acción sacrificó considerablemente la belleza natural del parque e incluso devoro plantas muy propias del parque pero redujo dramáticamente los incendios de los cuales destruían una cantidad considerable de vegetación, contaminaba la ciudad y mataba enormes cantidades de especies de animales como reptiles y pequeños mamíferos.
En relación con la Historia del Parque Municipal los usuarios más antiguos relatan que hacia la década de los 70 el Cerro Casupo comienza a ser elegido como lugar de esparcimiento por aficionados al motocross que abren los primeros caminos. Cabe destacar que para esta época el futuro parque era parte de una finca privada y un grupo muy restringido podía acceder a la cordillera, no fue hasta la década de los 80 cuando se urbanizó la zona y el pavimento llegó a la falda del Cerro Casupo, lo que hizo posible que fuera más accesible a las personas ajenas al motocross. El primer acceso principal quedaba justo por detrás del Colegio Cristo Rey que llevaba a un camino vehicular de tierra que culminaba a tan solo metros del Río 1, esto generó un gran auge como lugar de baño y esparcimiento de jóvenes que le daban al lugar un uso parecido al dado a las playas. 
Ya cercano a la década de los 90 se construyó una nueva entrada (la actual), dejando como segundo plano la que llevaba al río y por consiguiente a que decayera la popularidad del río como sitio de entretenimiento y tomara fuerza el subir la montaña. Esto cambió radicalmente el tipo de público que comenzó a sustituir a jóvenes conductores de rústicos por personas de todas la edades y sobre todo por personas amantes del ejercicio.
En relación con los nombres de los lugares es importante destacar que no existe un consenso oficial y un ejemplo de ello es que el Nombre Río 1 fue dado durante la administración de guardas parques en la gestión de Paco Cabrera, sin embargo conocedores de la zona dan con el nombre de Río Hormiguero en tiempos cuando este era parte de una finca privada.